# Островское (Николаевская область)
Островское (укр. Островське) — село в Новоодесском районе Николаевской области Украины.
Основано в 1890 году. Население по переписи 2001 года составляло 97 человек. Почтовый индекс — 56644. Телефонный код — 5167. Занимает площадь 0,434 км².

## Местный совет
56644, Николаевская обл., Новоодесский р-н, с. Воронцовка, ул. Сухацкого, 15